# 松井幹夫
松井 幹夫（まつい みきお、1927年 - 2012年2月4日）は、日本の算数教育者。
栃木県宇都宮市出身。東京高等師範学校卒業。1949年日本共産党に入党。1959年から1983年まで明星学園の教師として、数学教育の改革を志す。数学教育協議会の中心的メンバーとして活躍、1983年自由の森学園の設立に参加、同中学校・高等学校教頭。1995年‐1997年同学園学園長。妻は絵本作家のまついのりこ、長女は壁画家の松井エイコ、次女はパントマイムの松井朝子。
2012年2月4日、大腸癌のため死去。

## 著書
- 『算数はむずかしくない わかりやすい水道方式の教え方』実業之日本社 実日新書 1975
- 『たのしくわかる算数4年の授業』あゆみ出版 1981
- 『ぼくらのひきざん王国』守谷信介絵 岩波書店 ぼくのさんすう・わたしのりか 1982
- 『除法の導入と素過程』算数わかる教え方学び方 国土社 1985
- 『若者たちは学びたがっている 寺小屋から自由の森学園へ』太郎次郎社 1986
- 『新たのしくわかる算数4年の授業』あゆみ出版 1993
- 『わかるわり算とその文章題』国土社 2004

### 共著
- 『わかるわりざん』まついのりこ共著 岩波書店 算数と理科の本 1979
- 『1年生のさんすうたんけん 1－3の巻』まついのりこ共著 偕成社 さんすう絵本 1995
- 『2年生のさんすうたんけん 1－3の巻』まついのりこ共著 偕成社 さんすう絵本 1998－2004
- 『大きな数のかけ算』まついのりこ共著 偕成社 算数たんけん 2006
- 『わり算わかったよ』まついのりこ共著 偕成社 算数たんけん 2006
- 『2けたのたしざんひきざん』まついのりこ共著 偕成社 算数たんけん 2006
- 『3けた4けたのたしざんひきざん』まついのりこ共著 偕成社 算数たんけん 2006
- 『9までのたしざんひきざん』まついのりこ共著 偕成社 算数たんけん 2006
- 『かけざんとかけざん九九』まついのりこ共著 偕成社 算数たんけん 2006
- 『くりあがりくりさがり2けたのたしざんひきざん』まついのりこ共著 偕成社 算数たんけん 2006
- 『くりあがりのたしざんくりさがりのひきざん』まついのりこ共著 偕成社 算数たんけん 2006
- 『大きな数でわるわり算』まついのりこ共著 偕成社 算数たんけん 2008
- 『障害児が輝くさんすう・数学の授業』編 ひまわり社 2010　 フォーラム・A 2013
- 『小数のかけ算の秘密』まついのりこ共著 偕成社 算数たんけん 2012